# Pietro Ghersi
Pietro Ghersi (ur. 1899 w Genui, zm. 1 sierpnia 1972 w Genui) – włoski kierowca wyścigowy i motocyklowy.

## Kariera
W swojej karierze wyścigowej Ghersi poświęcił się startom w wyścigach Grand Prix. We włoskim wyścigu Mille Miglia w latach 1929–1930 uplasował się odpowiednio na piątej i czwartej pozycji. Cztery lata później był czwarty w Coppa Acerbo. W latach 1931–1932, 1935–1936, 1938 Włoch był klasyfikowany w Mistrzostwach Europy AIACR. W pierwszym sezonie startów z dorobkiem siedemnastu punktów uplasował się na dwudziestej pozycji w klasyfikacji generalnej. Rok później w samochodzie Ferrari uzbierał łącznie dwadzieścia punktów. Dało mu to dziewiąte miejsce w końcowej klasyfikacji kierowców. Ghersi kontynuował starty po powrocie serii w 1935 roku. Tym razem był osiemnasty. W kolejnym sezonie poprawił się o jedną pozycję. Do czołowej dziesiątki powrócił w sezonie 1938, kiedy to uzbierane 24 punkty dały mu dziewiątą pozycję.
W wyścigach motocyklowych startował w wielu regionalnych zawodach. W Isle of Man TT pojawiał się w latach 1926 i 1930. W 1928 roku odniósł zwycięstwo w Motocyklowym Grand Prix Niemiec w klasie 350 cm³.